# 潘毅 (足球运动员)
潘毅（1973年3月13日—）是已退役的中国职业足球运动员，曾经入选中国国奥队，也曾进入国家队集训名单。潘毅左脚能力出色，主要司职左前卫或者左边锋。
潘毅21岁时便在老牌劲旅八一队中奠定了主力位置，先后与郝海东、胡云峰、大王涛等国内知名球星组成球队的攻击阵容，此后长期在八一队效力。2002年，正在职业生涯顶峰时期的潘毅却因为强奸而被判入狱劳动教养一年，虽然在2003年联赛最后阶段重回赛场，但是不久后联赛即结束，八一队降级解散。2004年潘毅加盟王珀拥有的陕西国力，不久后与俱乐部发生矛盾，随即退役。